# Colihaut
Coulihaut é uma cidade de Dominica localizada na paróquia de Saint Peter.